# Sontsivka
Sontsivka (ukrainien : Сонцівка), connu sous le nom de Krasne (ukrainien : Красне ; russe : Красное) de 1927 à 2016, est un village du raïon de Pokrovsk de l'oblast de Donetsk en Ukraine.

## Histoire
Le village, fondé en 1785, se trouvait initialement dans l'ouïezd de Bakhmout du gouvernement de Iekaterinoslav dans l'Empire russe et portait le nom de son propriétaire Dmitri Dmitrievich Sontsov. Au sein de l'Union soviétique, il a été rebaptisé Krasne en 1927 et a conservé ce nom jusqu'à ce qu'il soit rebaptisé Sontsivka en 2016 dans le cadre de la décommunisation en Ukraine. En 1967, le musée a été ouvert à Sontsivka en mémoire du compositeur Prokofiev dont c'est le village natal et en 1968 l'école de musique a été nommée en son honneur.

## Données démographiques
Répartition des locuteurs natifs d'après le recensement ukrainien de 2001 :
- Ukrainien 92,45 %
- Russe 7,42 %

## Personnes liées à la commune
- Sergueï Prokofiev (1891-1953), compositeur russe.